# Eirik Valla Dønnem
Eirik Valla Dønnem (21 luglio 1990) è un giocatore di calcio a 5 ed ex calciatore norvegese, intermedio dell'Utleira, di ruolo centrocampista.

## Carriera
Valla Dønnem è attivo sia nel campo del calcio a 5 che in quello del calcio. Per quanto concerne quest'ultima attività, è cresciuto nelle giovanili del Flatås, per entrare successivamente in quelle del Rosenborg.
Nel 2010 è passato al Byåsen, all'epoca militante in 2. divisjon. Rimasto in squadra per un triennio, nel 2013 è passato al Tiller, che nel 2014 ha cambiato la propria denominazione in Rødde.
Nel corso del 2015 ha fatto ritorno al Byåsen. Il 6 gennaio 2017 ha rinnovato l'accordo che lo legava al club, per una stagione.
Per quanto riguarda il calcio a 5, ha giocato per la Nazionale norvegese. Ha esordito il 10 gennaio 2013, nella sconfitta per 3-2 contro la Slovenia. Il 23 febbraio successivo ha trovato la prima rete, contro la Svezia. È stato in forza al Tiller, per passare poi all'Utleira.
Il 21 dicembre 2017 è stato ufficialmente ingaggiato dal Ranheim, compagine neopromossa in Eliteserien. Il 23 gennaio 2021 ha rescisso il contratto che lo legava al club, con un anno di anticipo sulla naturale scadenza.

## Statistiche

### Presenze e reti nei club
Statistiche aggiornate al 31 dicembre 2020.
| Stagione       | Club          | Campionato    | Campionato | Campionato | Coppe nazionali | Coppe nazionali | Coppe nazionali | Coppe continentali | Coppe continentali | Coppe continentali | Supercoppe | Supercoppe | Supercoppe | Totale | Totale |
| Stagione       | Club          | Comp          | Pres       | Reti       | Comp            | Pres            | Reti            | Comp               | Pres               | Reti               | Comp       | Pres       | Reti       | Pres   | Reti   |
| -------------- | ------------- | ------------- | ---------- | ---------- | --------------- | --------------- | --------------- | ------------------ | ------------------ | ------------------ | ---------- | ---------- | ---------- | ------ | ------ |
| 2010           | Byåsen        | 2D            | ?          | ?          | CN              | ?               | ?               | -                  | -                  | -                  | -          | -          | -          | ?      | ?      |
| 2011           | Byåsen        | 2D            | ?          | ?          | CN              | ?               | ?               | -                  | -                  | -                  | -          | -          | -          | ?      | ?      |
| 2012           | Byåsen        | 2D            | 24         | 2          | CN              | 2               | 0               | -                  | -                  | -                  | -          | -          | -          | 26     | 2      |
| 2013           | Rødde         | 3D            | 21         | 2          | CN              | 4               | 0               | -                  | -                  | -                  | -          | -          | -          | 25     | 2      |
| 2014           | Rødde         | 2D            | 13         | 4          | CN              | 1               | 0               | -                  | -                  | -                  | -          | -          | -          | 14     | 4      |
| gen.-ago. 2015 | Rødde         | 2D            | 11         | 0          | CN              | 1               | 0               | -                  | -                  | -                  | -          | -          | -          | 12     | 0      |
| Totale Rødde   | Totale Rødde  | Totale Rødde  | 45         | 6          |                 | 6               | 0               |                    | -                  | -                  |            | -          | -          | 51     | 6      |
| ago.-dic. 2015 | Byåsen        | 2D            | 10         | 0          | CN              | -               | -               | -                  | -                  | -                  | -          | -          | -          | 10     | 0      |
| 2016           | Byåsen        | 2D            | 23         | 0          | CN              | 2               | 0               | -                  | -                  | -                  | -          | -          | -          | 25     | 0      |
| 2017           | Byåsen        | 2D            | 20         | 1          | CN              | 1               | 0               | -                  | -                  | -                  | -          | -          | -          | 21     | 1      |
| Totale Byåsen  | Totale Byåsen | Totale Byåsen | 77+        | 3+         |                 | 5+              | 0+              |                    | -                  | -                  |            | -          | -          | 82+    | 3+     |
| 2018           | Ranheim       | ES            | 29         | 1          | CN              | 1               | 0               | -                  | -                  | -                  | -          | -          | -          | 30     | 1      |
| 2019           | Ranheim       | ES            | 29         | 2          | CN              | 6               | 0               | -                  | -                  | -                  | -          | -          | -          | 35     | 2      |
| 2020           | Ranheim       | 1D            | 24+2       | 1+0        | -               | -               | -               | -                  | -                  | -                  | -          | -          | -          | 26     | 1      |
| Totale Byåsen  | Totale Byåsen | Totale Byåsen | 82+2       | 4+0        |                 | 7               | 0               |                    | -                  | -                  |            | -          | -          | 91     | 4      |
| Totale         | Totale        | Totale        | 206+2+     | 13+0++     |                 | 18+             | 0+              |                    | -                  | -                  |            | -          | -          | 224+   | 13+    |